# Міддлпорт (Пенсільванія)
Міддлпорт (англ. Middleport) — місто (англ. borough) в США, в окрузі Скайлкілл штату Пенсільванія. Населення — 362 особи (2020).

## Географія
Міддлпорт розташований за координатами 40°43′40″ пн. ш. 76°5′13″ зх. д. / 40.72778° пн. ш. 76.08694° зх. д. (40.727784, -76.086824).  За даними Бюро перепису населення США в 2010 році місто мало площу 1,14 км², уся площа — суходіл.

## Демографія
Згідно з переписом 2010 року, у селищі мешкало 405 осіб у 184 домогосподарствах у складі 111 родини. Густота населення становила 356 осіб/км².  Було 237 помешкань (208/км²).
Расовий склад населення:
| - 98,8 % — білих - 1,0 % — чорних або афроамериканців |

До двох чи більше рас належало 0,2 %. Частка іспаномовних становила 0,0 % від усіх жителів.
За віковим діапазоном населення розподілялося таким чином: 18,3 % — особи молодші 18 років, 60,0 % — особи у віці 18—64 років, 21,7 % — особи у віці 65 років та старші. Медіана віку мешканця становила 45,6 року. На 100 осіб жіночої статі у селищі припадало 95,7 чоловіків;  на 100 жінок у віці від 18 років та старших — 98,2 чоловіків також старших 18 років.
Середній дохід на одне домашнє господарство  становив 48 929 доларів США (медіана — 48 393), а середній дохід на одну сім'ю — 57 632 долари (медіана — 54 375). За межею бідності перебувало 6,3 % осіб, у тому числі 0,0 % дітей у віці до 18 років та 1,9 % осіб у віці 65 років та старших.
Цивільне працевлаштоване населення становило 158 осіб. Основні галузі зайнятості: виробництво — 31,0 %, освіта, охорона здоров'я та соціальна допомога — 27,2 %, роздрібна торгівля — 12,7 %, транспорт — 11,4 %.